# 劳拉·卡内尔
劳拉·卡内尔（英語：Laura Horner Carnell，1867年9月7日—1929年3月30日）是一位著名美国教育家，天普大學首任院长。

## 生平
1867年9月7日出生于美国费城，1866年毕业于费城师范学校。1895年，天普大学创始人罗素·康韦尔邀请她加入天普大学。在她任职期间，她帮助建立了女子学院，并在1897年被任命为代理院长。1905年，她被任命为院长。1923年，卡内尔还被任命为费城公共教育委员会成员。

## 荣誉
天普大学设立了劳拉·卡内尔教授职位，以“表彰在研究、学术、创造性艺术和教学方面表现突出的教师”。
费城的劳拉卡内尔学校也以她的名字命名。